# IC 4413
IC 4413 ist eine elliptische Galaxie vom Hubble-Typ E-S0 im Sternbild Bärenhüter am Nordsternhimmel. Sie ist schätzungsweise 435 Millionen Lichtjahre von der Milchstraße entfernt.
Das Objekt wurde am 29. Juni 1896 von Stéphane Javelle entdeckt.